# Bławatowiec rudogłowy
Bławatowiec rudogłowy (Lipaugus weberi) – gatunek średniej wielkości ptaka z rodziny bławatnikowatych (Cotingidae). Występuje endemicznie w północno-zachodniej Kolumbii. Jego naturalnym środowiskiem są subtropikalne i tropikalne wilgotne lasy wysokogórskie. Gatunek ten jest krytycznie zagrożony wskutek utraty siedliska. Został opisany w 2001 roku. Holotypem był dorosły samiec odłowiony w sierpniu 1999 roku.

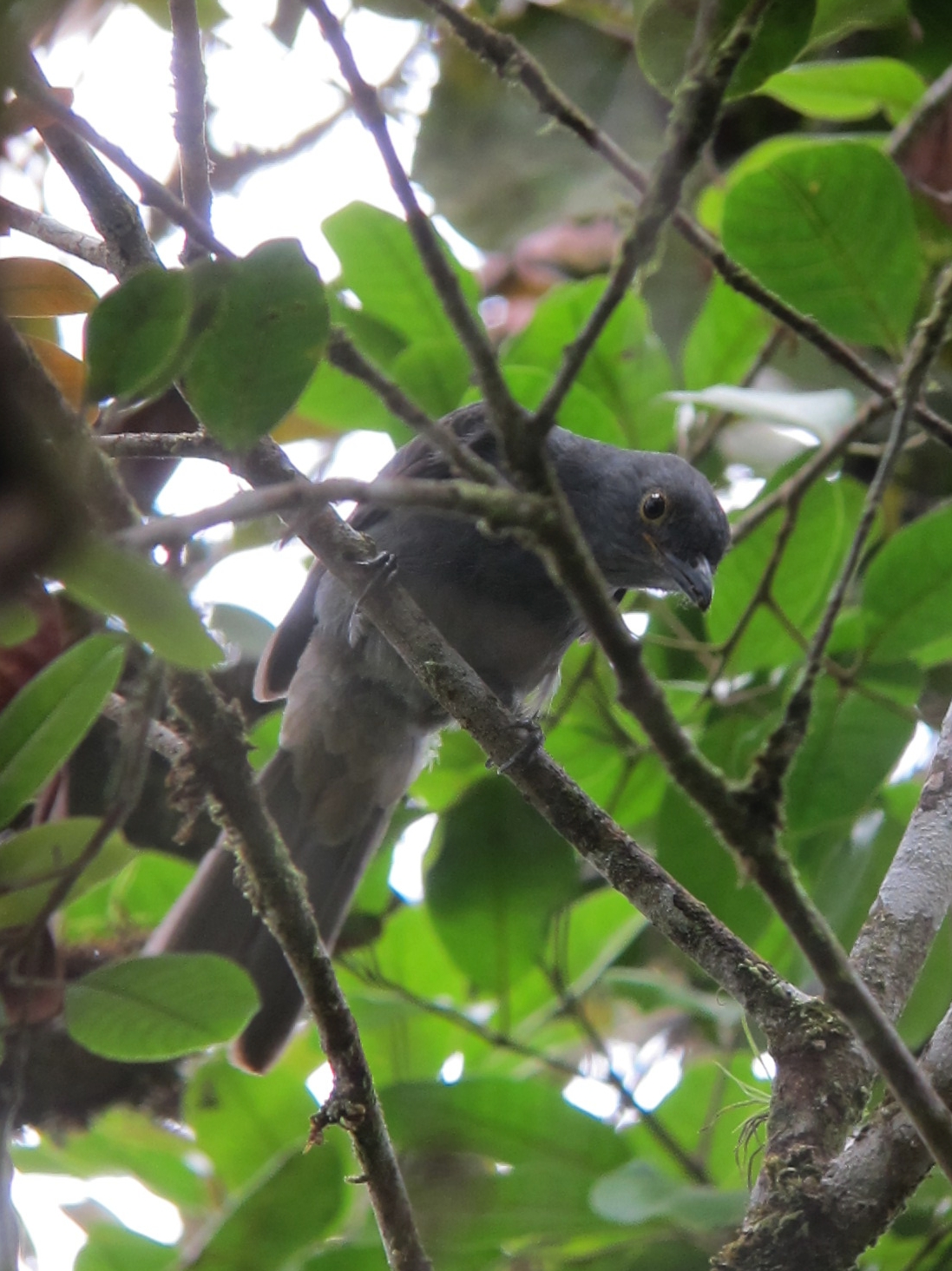
Bławatowiec rudogłowy

MorfologiaDługość ciała wynosi 24–25 cm, masa ciała około 72 g. U dorosłych osobników upierzenie jest jednolicie szare, z wyjątkiem kasztanowobrązowego ciemienia i cynamonowych pokryw podogonowych. Dziób czarny, występuje żółta obrączka oczna. Osobniki młodociane mają rdzawe krawędzie lotek i pokryw skrzydłowych większych.
Ekologia i zachowanieŚrodowiskiem życia bławatowców rudogłowych są wilgotne, dziewicze lasy na wysokości 1500–1820 m n.p.m. Widywane były również na skrajach lasów i w roślinności wtórnej nieopodal górskich wąwozów, ale zwykle nie w lesie wtórnym. Przebywają pojedynczo w środkowych i niższych piętrach lasu, wyżej w koronach drzew dołączają czasem do stad wielogatunkowych. Zjadają niewielkie i średniej wielkości jagody, a niekiedy i duże bezkręgowce.
StatusMiędzynarodowa Unia Ochrony Przyrody (IUCN) po raz pierwszy sklasyfikowała bławatowca rudogłowego w 2002 roku, uznając go za gatunek zagrożony (EN – endangered); w 2015 roku zmieniono status gatunku na krytycznie zagrożony (CR – critically endangered). Liczebność populacji szacuje się na około 50–249 osobników. Trend liczebności populacji uznaje się za spadkowy ze względu na postępującą utratę i fragmentację siedlisk.